# Janowo (powiat szczycieński)
Janowo – osada w Polsce położona w województwie warmińsko-mazurskim, w powiecie szczycieńskim, w gminie Szczytno.
Osada położona na południowym brzegu jeziora Młyński Staw, przy drodze krajowej 58.
W latach 1975–1998 miejscowość administracyjnie należała do województwa olsztyńskiego.